# Marsanz Torrejón Fútbol Sala
El Marsanz Torrejón Fútbol Sala fou un equip de futbol sala espanyol de la ciutat de Torrejón de Ardoz. Jugava els seus partits com a local al Pavelló Joaquim Blume, amb capacitat per 4.000 persones.
El club va ser fundat l'any 1980 per l'empresa Marsanz. Durant els anys vuitanta jugà a la Lliga i la Copa de la Federació Espanyola de Futbol Sala. Als anys 90 participà en la LNFS durant cinc temporades i guanyà la lliga de 1992-93. Fou conegut amb el nom Pennzoil Marsanz entre 1991 i 1993 per raons de patrocini. L'any 1996 es va dissoldre.

## Palmarès
- Lliga espanyola:
  - 1992-93
- Copa d'Espanya:
  - 1991-92, 1993-94
- Supercopa d'Espanya:
  - 1992-93, 1994-95
- Copa espanyola de futbol sala de la FEFS:
  - 1988-89
- Campionat d'Europa de clubs de futbol sala:
  - 1994